# 越後交通モハ1400形電車
- 小田原急行鉄道101形電車 > 越後交通モハ1400形電車
- 小田原急行鉄道201形電車 > 越後交通モハ1400形電車

越後交通モハ1400形電車（えちごこうつうモハ1400がたでんしゃ）は、越後交通が同社長岡線において運用した電車（制御電動車）である。
本項では、同形式の制御車（クハ）であったクハ1450形電車についても記述する。

## 概要
越後交通は、同社長岡線に従来在籍した旅客用電車各形式の代替を目的として、小田急電鉄よりデハ1200形電車およびデハ1400形・クハ1450形電車を計10両譲り受け、1967年（昭和42年）から1969年（昭和44年）にかけて導入した。種車となった形式は異なるものの、導入後の各車両は制御電動車にモハ1400形 (1401 - 1404) 、制御車にクハ1450形 (1451 - 1456) の形式称号・車両番号が種車の区別なくそれぞれ付与された。小田急電鉄在籍当時の旧番との対照は以下の通りである。
|            | 車両番号 | 旧番           | 改造施工 |
| モハ1400形 | モハ1401 | 小田急デハ1415 | 西武所沢 |
| モハ1400形 | モハ1402 | 小田急デハ1402 | 東洋工機 |
| モハ1400形 | モハ1403 | 小田急デハ1209 | 西武所沢 |
| モハ1400形 | モハ1404 | 小田急デハ1210 | 西武所沢 |
| クハ1450形 | クハ1451 | 小田急クハ1451 | 自社工場 |
| クハ1450形 | クハ1452 | 小田急デハ1407 | 自社工場 |
| クハ1450形 | クハ1453 | 小田急クハ1453 | 自社工場 |
| クハ1450形 | クハ1454 | 小田急クハ1466 | 自社工場 |
| クハ1450形 | クハ1455 | 小田急クハ1457 | 自社工場 |
| クハ1450形 | クハ1454 | 小田急クハ1461 | 西武所沢 |

小田急デハ1200形・デハ1400形・クハ1450形の各形式は、小田急電鉄在籍当時に制御方式を由来として「HB形」または「HB車」と呼称されたグループに属し、小田急電鉄において廃車となった際、主電動機を同社4000形電車（初代）の新製に際して供出していたことから、越後交通への導入に際しては中古品を他社より購入し、新たに搭載した。また、モハ1400形は導入に際して旧来の連結面側妻面にも運転台を増設し両運転台構造へ改造された。各種改造は上掲の通り、西武所沢車両工場・東洋工機・越後交通自社工場の3箇所において実施され、全車とも改造名義ではなく新製名義で竣功した。
モハ1400形・クハ1450形の導入後に実施された架線電圧の1,500V昇圧により、従来在籍した電車各形式は一部を除いて淘汰され、両形式は長岡線における旅客輸送の主力車両として1975年（昭和50年）の長岡線旅客営業廃止まで運用された。

## 車体
全長16m級の半鋼製車体に、やや腰高な位置に設置された一段落とし窓方式の側窓と片側2箇所設けられた1,100mm幅の片開客用扉を備えるという構造は、基本的に小田急電鉄在籍当時と変化はない。種車形式の相違によって全長・全幅が若干異なる点も同様である。
ただし、前述の通り制御電動車モハ1400形は全車とも両運転台構造に改造され、乗務員扉も新設された。また、種車の相違による外観上の相違点として、元小田急デハ1400形・クハ1450形を種車とする車両は側面客用扉間の側窓が均等に配置され、側面窓配置はモハ1400形 (1401・1402) がd2D8D2d（d：乗務員扉、D：客用扉、各数値は側窓の枚数）、クハ1450形がd2D8D3であるのに対し、元小田急デハ1200形を種車とするモハ1400形1403・1404は側面客用扉間の窓間柱の一部が太く、計7枚の側窓が2枚・3枚・2枚でそれぞれ区切られる形態となっており、側面窓配置がd2D2 3 2D2dと異なる点が挙げられる。またモハ1400形1403・1404は小田急電鉄在籍当時に実施された運転室拡幅改造によって乗務員扉直後の側窓が狭幅となっており、前述両運転台化改造に際して増設された運転台側の乗務員扉直後の側窓についても同一形態に揃えられた。
その他、小田急電鉄の在籍晩年に新設された前面貫通扉部の行灯式行先表示器が撤去されたほか、従来前面幕板部左右に2灯装備した後部標識灯のうち、向かって右側の後部標識灯が撤去された。
車内はロングシート仕様で、車内送風機として扇風機を備え、車内照明は蛍光灯方式である。なお、小田急電鉄在籍当時に装備していた戸閉装置（ドアエンジン）および車内放送装置については全車とも撤去され、客用扉は手動扉仕様となった。
車体塗装は当時の西武鉄道における標準塗装、いわゆる「赤電塗装」に酷似したローズレッドとベージュの2色塗りとされ、窓下のウィンドウシルを境として腰板部と雨樋部をローズレッドとし、それ以外の部分をベージュとした。

## 主要機器

### 主制御器
小田急電鉄在籍当時からの装備品である、ウェスティングハウス・エレクトリック (WH) 社の原設計による電空単位スイッチ式の間接非自動制御装置（三菱電機製）を搭載する。制御器の電源は電動発電機 (MG) より得た直流100Vを用いており、前述した「HB」とは、「H」が進段方式が手動式 (Hand acceleration) であることを、「B」が制御電圧を電動発電機 (MG) などの低圧電源 (Battery  voltage) より得ていることをそれぞれ示す、ウェスティングハウス・エレクトリック社および同社の製品をライセンス生産した三菱電機における製品呼称である。

### 主電動機
芝浦製作所（現・東芝）製の直流直巻電動機SE-102を電動車4両当たり4基搭載する。同主電動機は鉄道院デハ6340形電車の新製に際して、ゼネラル・エレクトリック (GE) 社が鉄道院へ納入したGE-244A主電動機の国内ライセンス生産品で、端子電圧675V時の一時間定格出力は85kWである。駆動方式は吊り掛け式、歯車比は3.42 (65:19)である。

### 台車
モハ1400形1401・1402がKS31Lを、モハ1400形1403・1404およびクハ1450形1452・1455・1456がKS30Laを、クハ1450形1451・1453・1454がKS30Lをそれぞれ装着する。いずれもボールドウィン・ロコモティブ・ワークス (BLW) 社開発のボールドウィンA形台車を原設計として住友製鋼所において製造された鋳鋼組立形の釣り合い梁式台車である。
KS31LがU字形の釣り合い梁を備えるのに対してKS30L・KS30Laは弓形の釣り合い梁を備える点が外観上異なり、また基礎制動装置がKS31Lが両抱き（クラスプ）式であるのに対してKS30Lは片押し（シングル）式である点が機構上の相違点である。なお、KS30Laは小田急電鉄在籍当時にKS30Lの基礎制動装置を両抱き式に改造したものである。固定軸間距離は2,134mm、車輪径は910mmで、全台車とも共通である。

### 制動装置
M三動弁を使用したAMM-C自動空気ブレーキを常用する。

### 補助機器類
連結器は前後とも並形自動連結器を装着した。

## 運用
1967年（昭和42年）に竣功したモハ1400形1402を皮切りに、1969年（昭和44年）竣功のモハ1400形1403・1404およびクハ1450形1456を最後に各形式計10両が順次導入された。また長岡線においては1970年（昭和45年）に架線電圧を従来の750Vから1,500Vへ昇圧したことを機に、従来在籍した電車の多くを淘汰したこともあり、モハ1400形・クハ1450形は長岡線における主力車両となった。
しかし、長岡線は基幹駅である西長岡駅の立地条件の悪さなどが要因となって、両形式の導入当時の段階で既に利用客減少による営業成績悪化が進行しており、1972年（昭和47年）4月16日付で来迎寺 - 西長岡間の旅客運輸廃止（貨物運輸専業化）が、翌1973年（昭和48年）4月16日付で大河津 - 寺泊間の廃線がそれぞれ実施された。この結果、余剰となったクハ1450形1452・1455が1973年（昭和48年）9月7日付で、クハ1450形1451が1974年（昭和49年）3月29日付でそれぞれ廃車となった。
残るモハ1400形1401 - 1404およびクハ1450形1453・1454・1456の7両についても、1975年（昭和50年）4月1日付で実施された越後関原 - 大河津間の廃線および残存区間における旅客輸送全面廃止に伴って用途を失い、同年4月21日付で全車廃車となって両形式は形式消滅した。
越後交通における除籍後、クハ1452・1455の2両は越後交通と同じく小田急デハ1400形・クハ1450形が譲渡されて在籍していた新潟交通へ譲渡され、部品取り車両として活用された末、解体処分された。他の8両については旅客営業廃止後に西長岡駅構内において長期間留置されたのち、全車解体処分された。従って、モハ1400形・クハ1450形の両形式は全車とも現存しない。